# Liste der Monuments historiques in Fléville-devant-Nancy
Die Liste der Monuments historiques in Fléville-devant-Nancy führt die Monuments historiques in der französischen Gemeinde Fléville-devant-Nancy auf.

## Liste der Immobilien
| Bezeichnung         | Beschreibung | Standort              | Kennzeichnung | Schutzstatus | Datum          | Bild           |
| ------------------- | --- | --------------------- | ------------- | ------------ | -------------- | -------------- |
| Château de Fléville | Donjon, um 1320; Renaissance-Hauptgebäude, 1533 fertiggestellt, Architekt Michel de la Chausse; Nebengebäude des 16. bis 18. Jahrhunderts; französischer Garten, 18. Jahrhundert, Entwurf Louis-Ferdinand de Nesle, im 19. Jahrhundert umgestaltet zum englischen Garten, Entwurf Paul de Lavenne de Choulot | Rue du Château (Lage) | PA00106031    | Classé       | 1982 1991 2007 | weitere Bilder |

## Liste der Objekte
| Bezeichnung                               | Beschreibung | Standort                               | Kennzeichnung | Schutzstatus | Datum | Bild |
| ----------------------------------------- | --- | -------------------------------------- | ------------- | ------------ | ----- | ---- |
| Mobiliar der Galerie des Ducs de Lorraine | Ensemble aus PM54002031 bis PM54002039                                                                                         | im Château de Fléville (Lage)          | PM54002030    | Classé       | 2015  |      |
| Vier Neurenaissancestühle                 | Eichenholz, Textilien, um 1855, Entwurf Charles-François Chatelain, Ausführung Georges-Alphonse-Bonifacio Monbro (Monbro Ainé) | im Château de Fléville (Lage)          | PM54002031    | Classé       | 2015  |      |
| Vier Neurenaissancesessel                 | Eichenholz, Textilien, um 1855, Entwurf Charles-François Chatelain, Ausführung Georges-Alphonse-Bonifacio Monbro               | im Château de Fléville (Lage)          | PM54002032    | Classé       | 2015  |      |
| Vier Neurenaissancehocker                 | Eichenholz, Textilien, um 1855, Entwurf Charles-François Chatelain, Ausführung Georges-Alphonse-Bonifacio Monbro               | im Château de Fléville (Lage)          | PM54002033    | Classé       | 2015  |      |
| Zwei viertürige Neurenaissancebuffets     | Eichenholz, Textilien, um 1855, Entwurf Charles-François Chatelain, Ausführung Georges-Alphonse-Bonifacio Monbro               | im Château de Fléville (Lage)          | PM54002034    | Classé       | 2015  |      |
| Neurenaissancetisch                       | Eichenholz, um 1855, Entwurf Charles-François Chatelain, Ausführung Georges-Alphonse-Bonifacio Monbro                          | im Château de Fléville (Lage)          | PM54002035    | Classé       | 2015  |      |
| Sechstüriges Buffet                       | Eichenholz, 19. Jahrhundert | im Château de Fléville (Lage)          | PM54002036    | Classé       | 2015  |      |
| Serviertisch                              | Eichenholz, 19. Jahrhundert | im Château de Fléville (Lage)          | PM54002037    | Classé       | 2015  |      |
| Neugotische Anrichte                      | Eichenholz, 19. Jahrhundert | im Château de Fléville (Lage)          | PM54002038    | Classé       | 2015  |      |
| Zehn Brettstühle und zwei Sitzkissen      | Eichenholz, Textilien, 19. Jahrhundert                                                                                         | im Château de Fléville (Lage)          | PM54002039    | Classé       | 2015  |      |
| Zwei Reliquiare                           | Holz, vergoldet, um 1775 | in der Kirche St-Pancrace (Lage)       | PM54000231    | Classé       | 1980  |      |
| Sakristeischrank mit drei Gemälden        | Holz sowie Ölfarbe auf Leinwand, 18. Jahrhundert                                                                               | in der Kirche St-Pancrace (Lage)       | PM54001241    | Classé       | 2000  |      |
| Acht Ziervasen                            | Stein, undatiert | im Park des Château de Fléville (Lage) | PM54001132    | Classé       | 1982  |      |
| Reliquienmonstranz                        | Silber, vergoldet, 1672 | in der Kirche St-Pancrace (Lage)       | PM54000232    | Classé       | 1981  |      |
| Kelch und Patene                          | Silber, vergoldet, um 1800 | in der Kirche St-Pancrace (Lage)       | PM54000233    | Classé       | 1981  |      |